# 9291 Alanburdick
9291 Alanburdick este un asteroid din centura principală de asteroizi.

## Descriere
9291 Alanburdick este un asteroid din centura principală de asteroizi. A fost descoperit pe 17 august 1982 la Observatorul Oak Ridge din Harvard, Massachusetts. El prezintă o orbită caracterizată de o semiaxă mare de 3,06 ua, o excentricitate de 0,10 și o înclinație de 10,1° în raport cu ecliptica.